# Leichtathletik-Weltmeisterschaften 2013/Teilnehmer (Fidschi)
| Gelbes Symbol für Goldmedaillen mit stilisierten Olympischen Ringen | Graues Symbol für Silbermedaillen mit stilisierten Olympischen Ringen | Braundes Symbol für Bronzemedaillen mit stilisierten Olympischen Ringen |
| ------------------------------------------------------------------- | --------------------------------------------------------------------- | ----------------------------------------------------------------------- |
| —                                                                   | —                                                                     | —                                                                       |

Der Leichtathletik-Verband von Fidschi stellte zwei Teilnehmer bei den Leichtathletik-Weltmeisterschaften 2013 in der russischen Hauptstadt Moskau.

## Ergebnisse

### Männer

#### Laufdisziplinen
| Athlet             | Disziplin | Qualifikation | Qualifikation | Vorlauf    | Vorlauf | Halbfinale         | Halbfinale         | Finale             | Finale             |
| Athlet             | Disziplin | Zeit          | Platz         | Zeit       | Platz   | Zeit               | Platz              | Zeit               | Platz              |
| ------------------ | --------- | ------------- | ------------- | ---------- | ------- | ------------------ | ------------------ | ------------------ | ------------------ |
| Banuve Tabakaucoro | 100 m     | 10,53 s SB    | 6             | 10,53 s SB | 46      | nicht qualifiziert | nicht qualifiziert | nicht qualifiziert | nicht qualifiziert |
| Banuve Tabakaucoro | 200 m     |               |               | 21,27 s    | 40      | nicht qualifiziert | nicht qualifiziert | nicht qualifiziert | nicht qualifiziert |

#### Sprung/Wurf
| Athlet          | Disziplin | Qualifikation | Qualifikation | Finale             | Finale             |
| Athlet          | Disziplin | Weite         | Platz         | Weite              | Platz              |
| --------------- | --------- | ------------- | ------------- | ------------------ | ------------------ |
| Leslie Copeland | Speerwurf | 72,30 m       | 33            | nicht qualifiziert | nicht qualifiziert |